# 사뮤엘 아담스 (맥주)

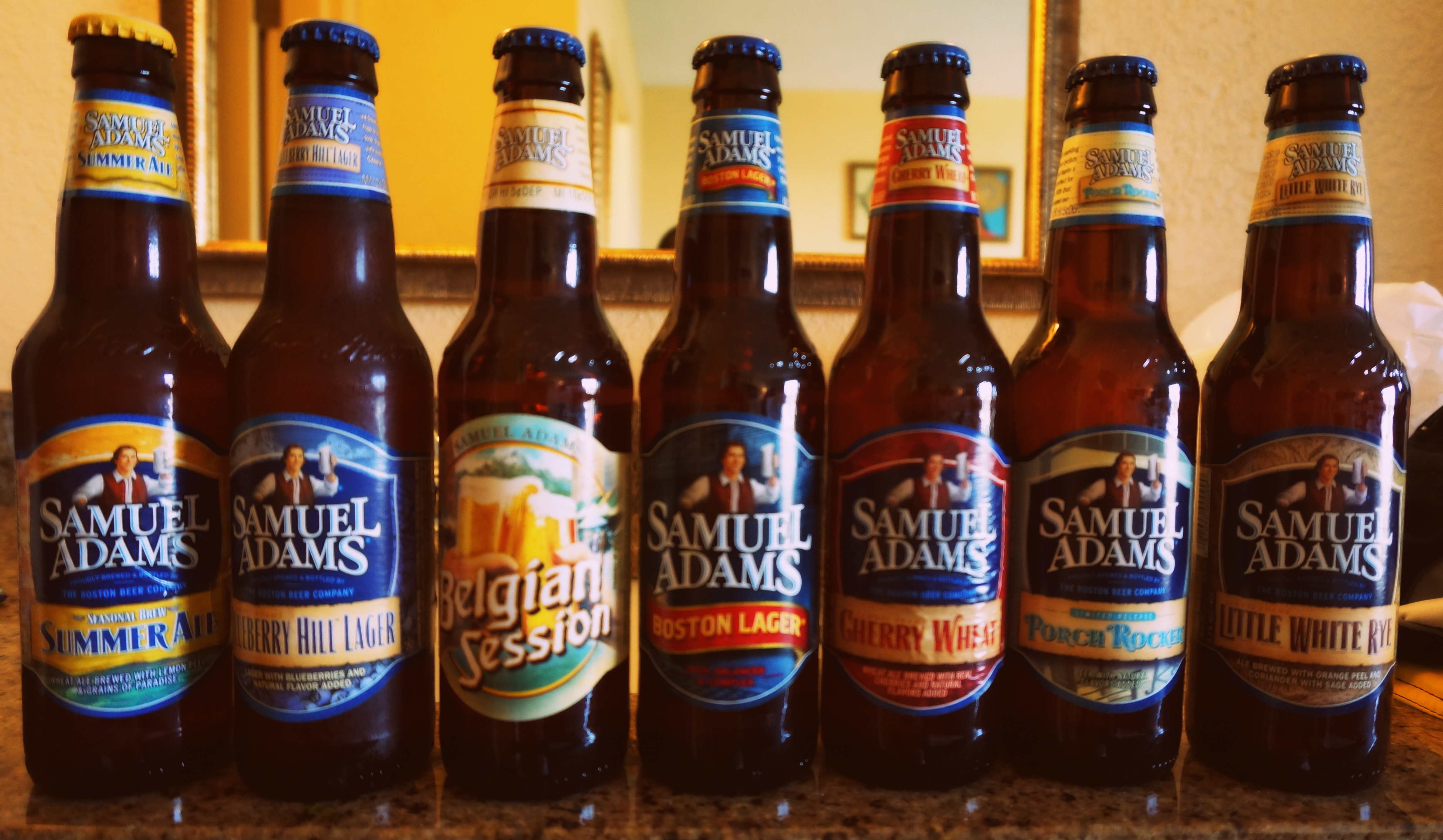
각종 사뮤엘 아담스 맥주병들

사뮤엘 아담스(영어: Samuel Adams)는 미국의 맥주회사 보스턴 비어 컴퍼니가 제조 및 판매하는 맥주 브랜드이다. 제품 이름은 미국 건국의 아버지인 새뮤얼 애덤스를 기리기 위해 따왔다. 사뮤엘 아담스 양조장은 미국 매사추세츠주 보스턴에 있으며 방문객들이 공장 투어와 맥주 및 관련 상품에 대한 쇼핑이 가능하다.